# Uddevalla
Uddevalla – miasto w południowo-zachodniej Szwecji położone u ujścia rzeki Bäveån do zatoki Byfjorden (Skagerrak), i zarazem siedziba władz administracyjnych gminy Uddevalla w regionie Västra Götaland. Prawa miejskie uzyskało w 1498.
W Uddevalli jest mały port rybacki oraz stocznia Uddevallavarvet, która w 1960 roku była największym pracodawcą w regionie Bohuslän. Niekorzystne warunki gospodarcze i recesja w latach 70. XX wieku doprowadziły do jej zamknięcia w 1985 r.
W mieście ma siedzibę kilka firm, m.in. tekstylnych, takich jak Tigerfabriken oraz Uddevallavarvet.

## Historia
Uddevalla otrzymała prawa miejskie w 1498. Historycznie była częścią Norwegii. Ze względu na swoje położenie w pobliżu Szwecji i Danii, często przeżywała oblężenia. W 1612 r. została spalona przez szwedzkich żołnierzy pod dowództwem Jespera Mattsona, w 1644 nastąpiło ponowne spalenie miasta przez Szwedów. W 1658 r. na mocy Traktat z Roskilde została przekazana Szwecji. Po tym czasie Norwegowie prowadzili wielokrotne walki o odzyskanie Uddevalli, jednak bezskutecznie. W 1660 r. po raz kolejny na mocy traktatu pokojowego z Kopenhagi miasto ponownie pozostało przy Szwecji.
W XVIII i XIX wieku Uddevalla słynęła głównie z połowów śledzia. Miasto w tych czasach pustoszyły pożary. Największy z nich miał miejsce w 1806 r. W jego wyniku miasto zostało doszczętnie zniszczone: ocalały zaledwie cztery domy mieszkalne, a 4000 osób pozostało bez dachu nad głową.
XIX wiek to w historii miasta głównie problemy z biedą, alkoholizmem oraz recesją w gospodarce, w związku z obniżeniem popytu na połów śledzia.
W latach 1870–1880 Uddevalla weszła w fazę rozwoju głównie za sprawą szkockiego biznesmena Williama Thorburna, który założył tutaj kilka zakładów przemysłowych, głównie włókienniczych. Innym czynnikiem przyczyniającym się do odrodzenia była budowa linii kolejowej.
Współcześnie, po szwedzkim kryzysie stoczniowym w latach 80. i wymuszonym zamknięciu stoczni Uddevallavarvet, Uddevalla odniosła dotkliwy gospodarczy cios.

## Dzielnice miasta
| - Bleket - Bohusgarden - Boxhult - Bräcke-Kuröd - Centrum - Dalaberg | - Elseberg - Fasseröd - Fossum - Gustafsberg - Hedegärde - Helenedal | - Kapelle - Kurveröd - Hovhult - Ramneröd - Skansberget - Skeppsviken - Skogslyckan | - Söder - Sörvik - Tureborg - Underas - Walkesborg - Äsperöd |

## Transport
Przez Uddevallę przebiega droga krajowa nr 44 (Uddevalla – Götene). Na zachód od miasta łączy się z trasą europejską E6.
W mieście znajdują się dwie stacje kolejowe: Uddevalla centralstation i Uddevalla östra. Pierwsza z nich odsługuje dwie linie kolejowe: Bohusbanan (Göteborg – Strömstad) i Älvsborgsbanan (Udddevalla – Borås), druga jedynie Bohusbanan.
W latach 1895–1964 funkcjonowała również kolej wąskotorowa (nazywana Lelångenbanan, Uddevalla–Lelångens Järnväg lub ULB) do Lelång.

## Edukacja
Wszystkie szkoły średnie w mieście zostały zjednoczone pod wspólną nazwą Uddevalla Gymnasieskola, która jest obecnie największą szkołą średnią Szwecji, z ok. 4000 uczniów. Jest podzielona następująco:
- Agneberg – szkoły publiczne
- Sinclair – szkoła wyższa
- Östrabo 1 – szkoła przygotowująca absolwentów do szkół wyższych
- Östrabo Y – szkoła do nauki konkretnego zawodu

Istnieje również kilka szkół podstawowych, m.in.: Äsperödskolan, Västerskolan oraz Fridasskolan.

## Znane osoby związane z miastem
- Jenny Alm – piłkarka ręczna
- Johan Arneng – szwedzki piłkarz
- Martin Dahlin – piłkarz, reprezentant Szwecji
- Berit Carlberg  śpiewak, aktor, reżyser
- Liselott Hagberg – szwedzka polityk
- Linnéa Hillberg – szwedzka aktorka
- Cristina Husmark Pehrsson – szwedzka polityk i pielęgniarka, parlamentarzystka, od 2006 minister ds. ochrony socjalnej
- Örjan Persson – szwedzki piłkarz
- Erik Segerstedt – szwedzki piosenkarz, członek zespołu E.M.D.
- Alfred Swahn – szwedzki strzelec, multimedalista olimpijski

## Sport
- Piłka nożna: IK Oddevold, IFK Uddevalla, Herrestads AIF, Ljungskile SK, IK Rössö
- Piłka ręczna: GF Kroppskultur
- Lekkoatletyka: IK Orient, Bokenäs IF

## Współpraca
- Thisted, Dania
- Skien, Norwegia
- Loimaa, Finlandia
- Mosfellsbær, Islandia
- Okazaki, Japonia
- Irvine, Szkocja
- Jõhvi, Estonia